# Собачатина
В некоторых культурах потребление собачьего мяса рассматривается как часть традиционной кухни, в то время как некоторые другие культуры считают потребление собачатины неуместным и оскорбительным. Так, потребление собачатины как мяса «нечистого животного» запрещено в иудаизме и исламе.
В ответ на критику зоозащитников любители собачатины утверждают, что различие между скотом и домашними животными является субъективным и что нет никакой разницы в потреблении мяса различных животных.

## По странам
В Узбекистане, хотя и не повсеместно, собачье мясо иногда употребляется в пищу; местное поверье приписывает ему лечебные свойства.
Употребление собачьего мяса распространено в нескольких странах Восточной Азии.
В Китае собачатина (кит. 狗肉, пиньинь gǒu ròu) использовалась в пищу ещё с 500 г. до н. э. и даже, возможно, раньше. В настоящее время там может употребляться мясо порядка 10 миллионов собак (по некоторым оценкам) в год, однако этот вид мяса не является основой питания: для сравнения в год там забивается более 700 миллионов свиней и около 50 миллионов голов крупного рогатого скота.
В Корее собаки традиционно держались ради получения мяса. В Южной Корее забой собак на мясо находится в «серой зоне» законодательства, и регулярное употребление такого мяса остаётся распространённым лишь среди некоторых групп населения. Национальный спрос на собачатину удовлетворяют более 17 тысяч промышленных собачьих ферм в Южной Корее. По данным на начало XXI века в среднем по стране забивали около 2-2,5 миллионов собак ежегодно.
По некоторым оценкам зоозащитников, во Вьетнаме могут убивать порядка 5 миллионов собак в год; иногда на мясо могут пускать украденных собак. Мясо собак во Вьетнам также нелегально провозят из нескольких соседних стран, в количестве десятков и сотен тысяч ежегодно. Небольшой уровень потребления сохраняется в Камбодже.
В Индонезии собачатину употребляют в пищу представители некоторых народов, не относящихся к мусульманскому большинству населения этой страны. Наиболее заметную роль она играет в кухне батаков-христиан, проживающих на Северной Суматре. Из собачатины, в частности, часто готовится одно из наиболее популярных батакских блюд — саксанг, представляющий собой подобие рагу. В соответствии с древними, ещё дохристианскими батакскими поверьями, поедание собачьего мяса укрепляет дух человека, придаёт ему смелость и мужество.
На Тайване убийство собак на мясо было запрещено, остаются лишь немногие нелегальные поставщики. Запрет также был введён на Филиппинах, в Сингапуре и Гонконге. В 2020 году было объявлено, что в связи с пандемией Уханьского коронавируса в Китайской народной республике запретили разводить собак для продовольственных целей.
Некоторые зоозащитные организации, например ARME, ACPA и Soi Dog Foundation, проводят «спасательные операции» в виде лотерей: они ежегодно скупают сотни собак в странах Юго-Восточной Азии, переправляют их в США и в другие страны, где находят им хозяев. Это количество составляет порядка 0,01 % и менее.

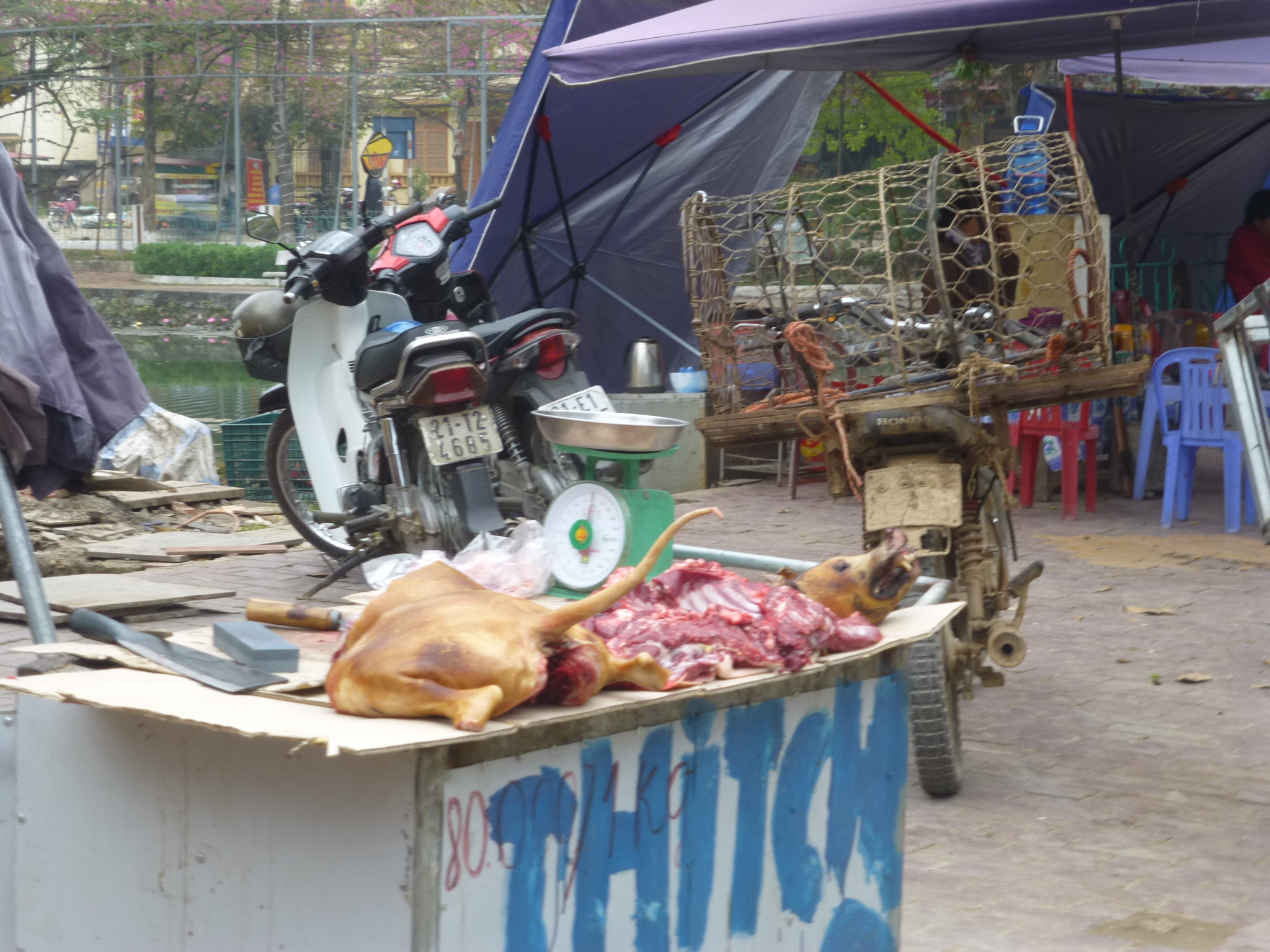
Торговля собачатиной во Вьетнаме
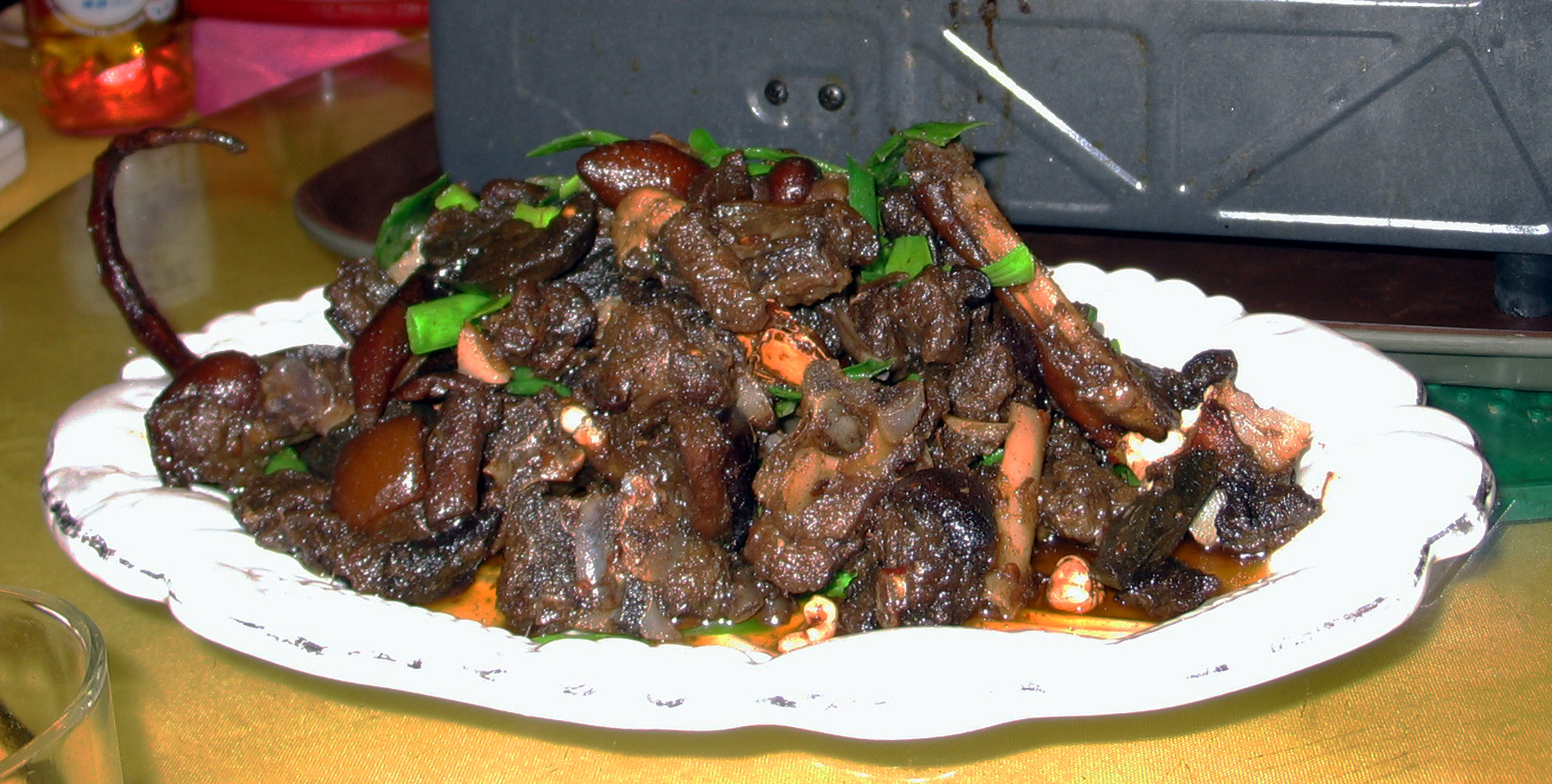
Блюдо из собачьего мяса в городе Гуйлинь, Китай